# شهرستان ریو بلانکو (کلرادو)
شهرستان ریو بلانکو، کلرادو (به انگلیسی: Rio Blanco County, Colorado) یک سکونتگاه مسکونی در ایالات متحده آمریکا است که در کلرادو واقع شده‌است.

## خصوصیات
شهرستان ریو بلانکو ۸٬۳۴۷٫۵۸ کیلومترمربع مساحت دارد.